# Torodera
Torodera is een geslacht van kevers uit de familie bladkevers (Chrysomelidae).
De wetenschappelijke naam van het geslacht werd in 1902 gepubliceerd door Julius Weise.

## Soorten
- Torodera bistripunctata Medvedev, 2004
- Torodera borneensis Doeberl, 1998
- Torodera loebli Doeberl, 1998
- Torodera minor Doeberl, 1998
- Torodera sexpunctata Scherer, 1987